# Foz (ort)
Foz är en ort i Spanien.   Den ligger i provinsen Provincia de Lugo och regionen Galicien, i den nordvästra delen av landet, 500 km nordväst om huvudstaden Madrid. Foz ligger 19 meter över havet och antalet invånare är 9 642.
Terrängen runt Foz är kuperad åt sydväst, men österut är den platt. Havet är nära Foz åt nordost. Runt Foz är det ganska glesbefolkat, med 43 invånare per kvadratkilometer. Närmaste större samhälle är Figueras, 18,7 km öster om Foz. 